# Antananarivo
Antananarivo, tidigare Tananarive och Tananarivo, ofta kallad "Tana" eller "Iarivo", är Madagaskars huvudstad, med omkring 1,4 miljoner invånare (år 2005), belägen på högplatån mitt på ön (centrum omkring 1 250 meter över havet). 
Stadskommunen, tillika ett distrikt, heter Antananarivo-Renivohitra ("huvudstaden") med 903 450 invånare och en area på 107 km². Den skrivs ibland som CUA (Commune Urbaine d'Antananarivo). Huvudstaden omges av distrikten Antananarivo-Atsimondrano ("söder om vattnet"), med 292 057 invånare och en area på 379 km², och Antananarivo-Avaradrano ("norr om vattnet") med 207 942 invånare och en area på 545 km² . FIFTAMA ("Stor-Antananarivo") är en samarbetsorganisation för 28 kommuner som omger huvudstaden. Antananarivos invånarantal anges ofta i olika källor som summan av stadskommunen och de två omgivande distrikten.
Stadskommunen och de två distrikten ligger i regionen Analamanga och den självstyrande provinsen Antananarivo som har 4 580 788 invånare .

## Stadsbild

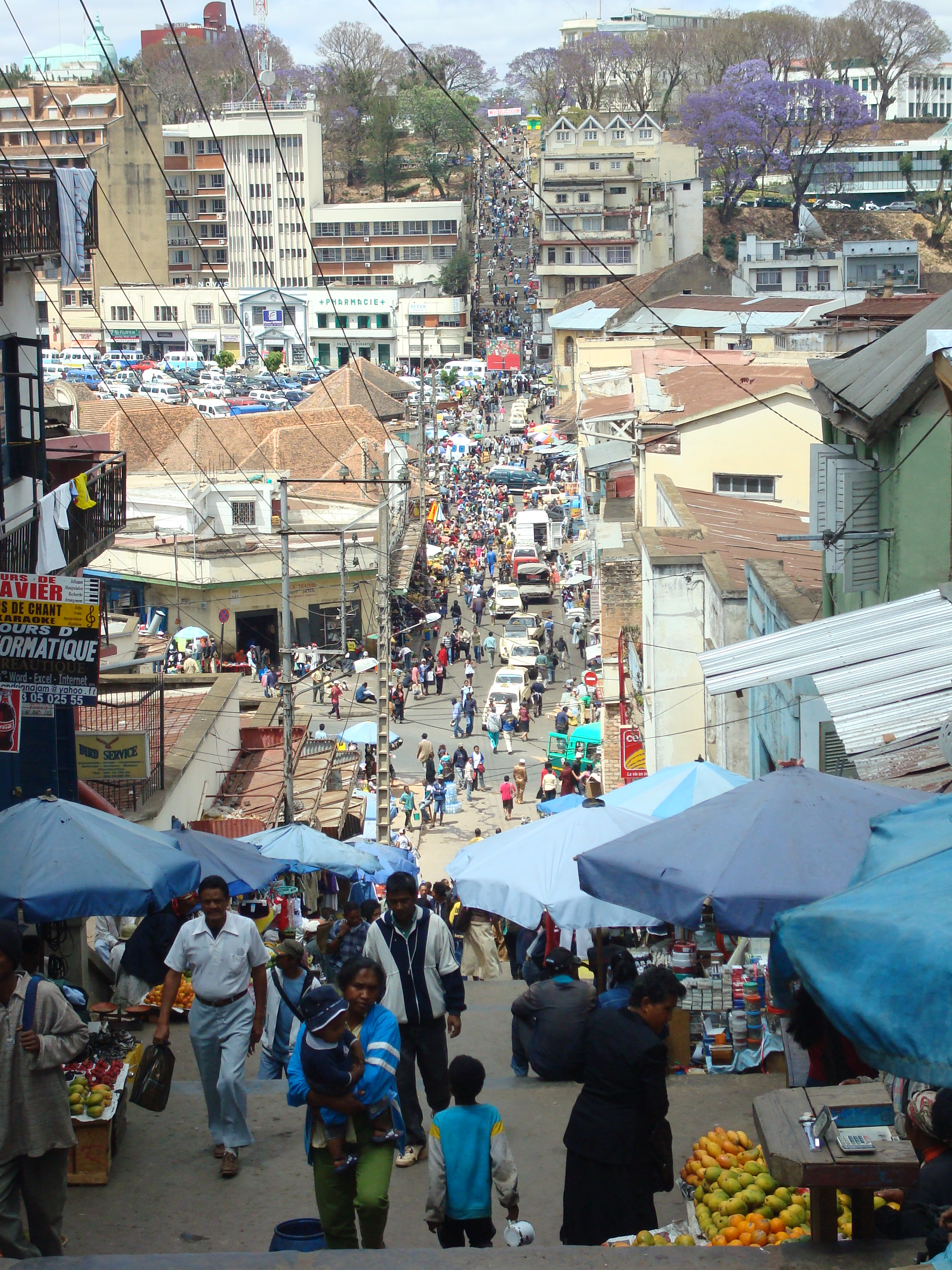
Gata i Antananarivo

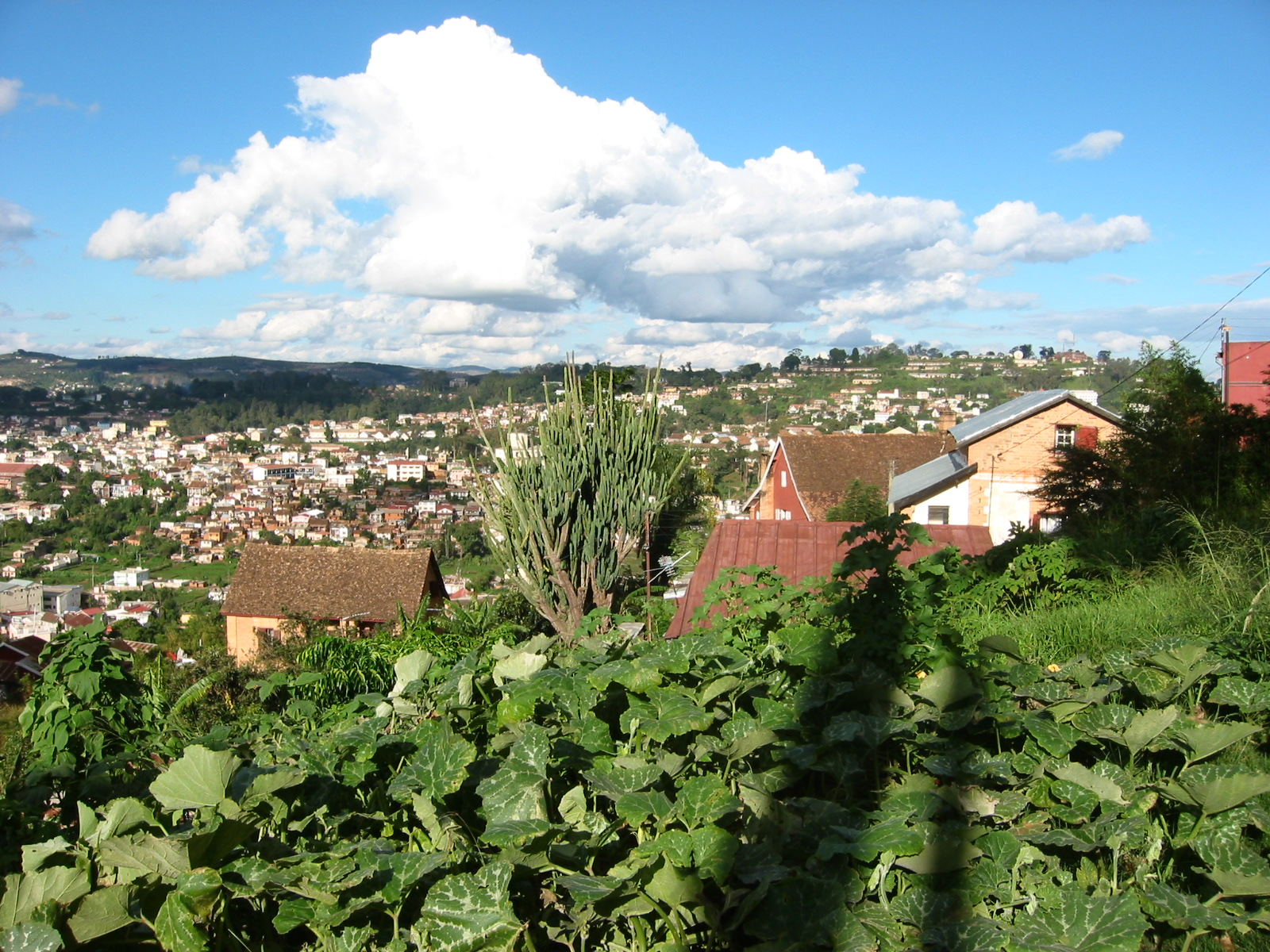
Antananarivo

Antananarivo är landets kulturella och administrativa centrum och har bland annat textil- och livsmedelsindustri. 
Staden domineras av rovan ("drottningens palats") Manjakamiadana som ligger på en kulle som är 1 431 meter över havet, således närmare 200 meter över det omgivande slättlandskapet. Söder och väster om centrum rinner den lilla floden Ikopa i nordvästlig riktning. Slätten var tidigare till stor del träskmark och risodlingar, men en del har torrlagts och används för nya stadsdelar.
Stadens nuvarande centrum breder ut sig längs den 550 meter långa och 80 meter breda Araben'ny Fahaleovantena ("Självständighetsavenyn") och dess fortsättning Araben'ny 26 Jona 1960 som utgår från järnvägsstationen i Soarano och sträcker sig söderut genom Analakely. Där finns ett flertal större hotell, restauranger och kaféer, och tidigare den stora utomhusmarknaden, Zoman, vilken till större delen har förflyttats till andra områden i staden. 
En trappa och en serpentinväg leder upp till Antaninarenina, centrums övre del, med Kianjan'ny Fahaleovantena ("Självständighetstorget") med restauranger, hotell och banker. Som ett bevis på den långa norska närvaron i landet finns där också Kianja Lars Dahle, efter den norske missionären. 

## Historia

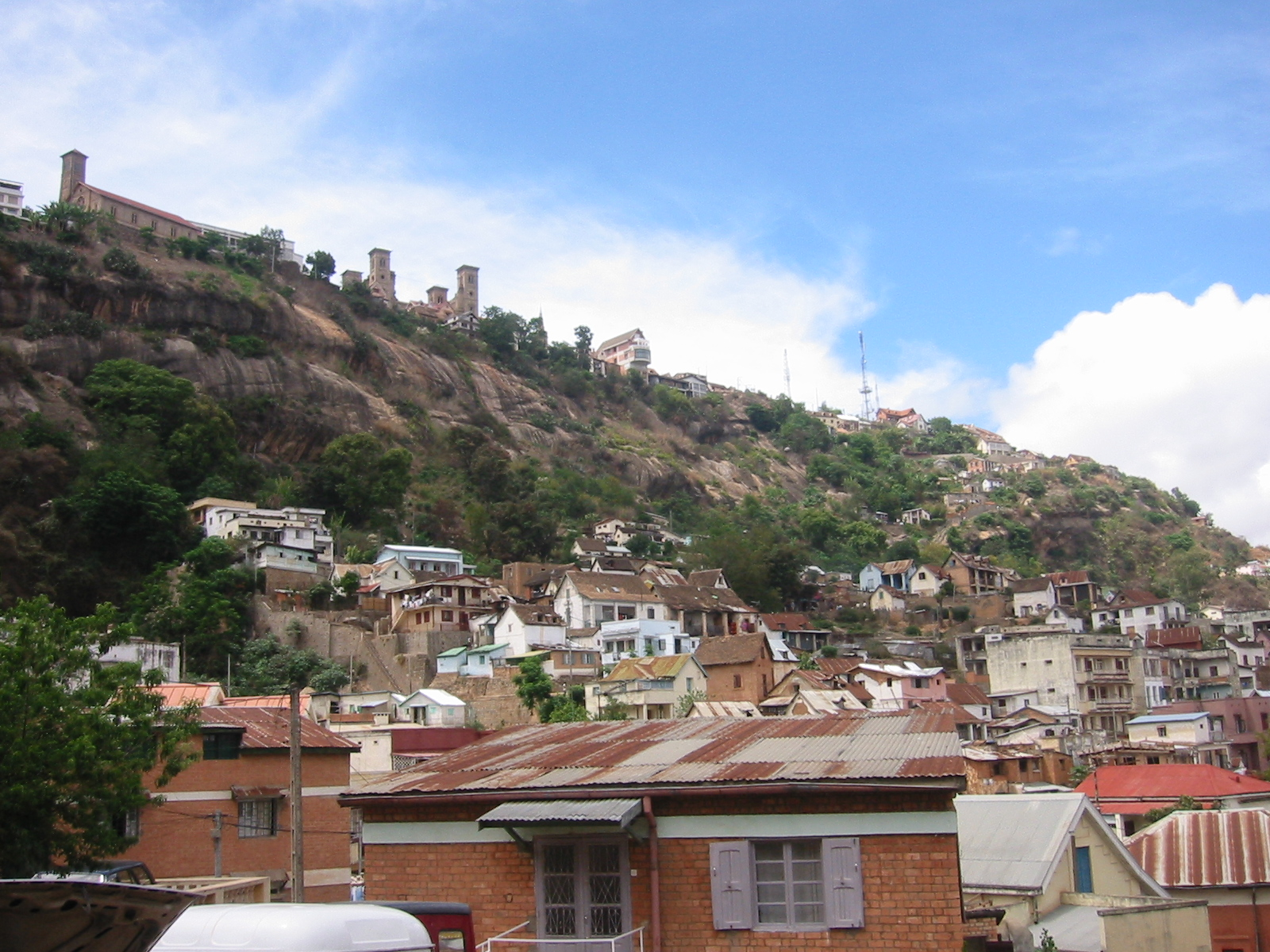
Antananarivo med rovan i bakgrunden.

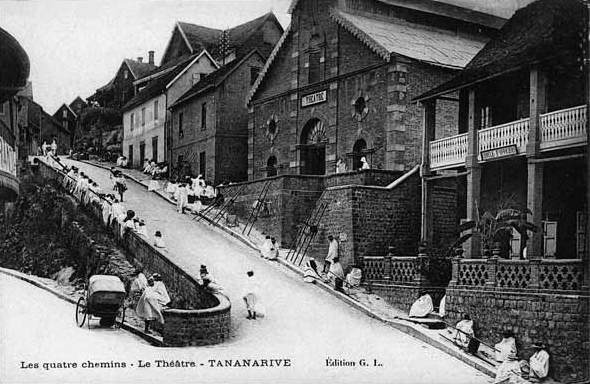
Vykort från Antananarivo, 1905.

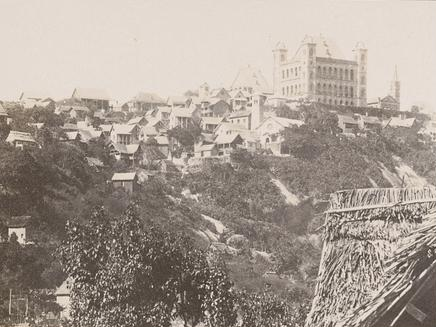
Rovan, 1898.

Antananarivo betyder "de tusendes stad". På stadsvapnet står ordspråket "Ny arivolahy tsy maty indray andro" vilket betyder "Tusen män dör inte på en dag". Detta syftar på den tusenhövdade armén som förr i tiden skyddade merinas huvudstad.
Staden grundades av merina, öns dominerande folk, på 1600-talet. Staden byggdes till att börja med runt rovan. Dess nuvarande centrala delar anlades av den franska kolonialmakten från omkring år 1900 på det lägre liggande omgivande området. 
I staden finns sedan 1889 Antananarivos geofysiska institut och observatorium, som inriktar sig på seismologi, jordmagnetism, meteorologi och astronomi. Det byggdes ursprungligen maj-oktober 1889, och förstördes september 1895 i samband med Frankrikes anfall på staden. Därpå återuppbyggdes det från maj 1898 till juni 1904.
Universitetet grundades 1960. 
Rovans byggnader brann ned år 1995 i vad som allmänt anses vara en politiskt motiverad mordbrand, något som är vanligt på Madagaskar. Någon skyldig har dock inte kunnat identifieras. Endast de yttre stenmurarna på huvudbyggnaden och kyrkan blev kvar. Murarna på huvudbyggnaden håller nu på att demonteras för att kunna återuppbyggas senare. Den lilla gravbyggnaden vid ingången har redan blivit återuppbyggd. De föremål som räddades från branden finns utställda i premiärministerns palats i närheten.

## Kommunikationer
Flygplatsen (beteckning TNR) ligger i Ivato, norr om staden. 
Från järnvägsstationen i Soarano utgår järnvägarna österut till Toamasina och söderut till Antsirabe. De skiljs åt efter 5 kilometer vid Soanierana. Dessutom finns ett kort spår norrut till Alarobia. Järnvägarna används för närvarande bara för godstrafik, men staden planerar att använda dem för lokal persontrafik, ett projekt som allmänt kallas "tramway" (spårväg).

## Museer
Det geologiska museet visar upp öns rika variation av mineraler.
Botaniska och zoologiska trädgården i Tsimbazaza visar upp levande djur och växter. Där finns också ett etnologiskt och paleontologiskt museum.

## Administrativ indelning
Antananarivo-Renivohitra är indelad i sex Boriborintany/Boriboritany (stavningen skiftar) eller Arrondissement, som betecknas med nummer. (Boriborintany II och V har delvis identiska uppgifter i tabellen nedan, vilket troligen beror på att en förväxling skett i källan )
| Boriborintany | invånare | area (km²) | antal fokontany | kontorets placering |
| ------------- | -------- | ---------- | --------------- | ------------------- |
| I             | 226 815  | 8,91       | 44              | Soarano             |
| II            | 300 120  | 23,0       | 24              | Ambanidia           |
| III           | 129 188  | 6,83       | 34              | Antaninandro        |
| IV            | 188 728  | 13,0       | 32              | Mahamasina          |
| V             | 300 120  | 23,1       | 27              | Ambatomainty        |
| VI            | 103 452  | 16,8       | 31              | Ambohimanarina      |

Boriborintany är i sin tur uppdelade i 192 Fokontany eller Quartier (stadsdel) med egen administration.